# Charlotte Preiss
Pour les articles homonymes, voir Preiss.
Charlotte Preiss, née le 30 janvier 1987 à Bayonne, est une joueuse française de basket-ball.

## Biographie
Dominatrice dans les divisions inférieures, le pari de Tarbes de faire jouer Charlotte Preiss au plus haut niveau est réussi avec notamment 14 points à 6/7 et 8rbds face à Nadejda Orenbourg en Euroligue en décembre 2011.
Durant la saison 2012-2013, elle joue peu (1,9 point et 1,5 rebond de moyenne en LFB). À l'intersaison, elle rejoint Saint-Amand, relégué en Ligue 2, mais rêpéchée par la suite en ligue, elle continuera donc à jouer dans le plus haut des championnats français pour la saison 2013/2014.
Durant l'été 2014, elle rejoint Brive en Nationale 1, saison durant laquelle elle sera finaliste de la Coupe de France perdant en finale face au Pays Voironnais Basket Club.
Charlotte reste seulement un an en Corrèze puisque durant l'été 2015, elle rejoint le club Landais Adour Dax Basket où elle évolue en Nationale 3.

## Clubs
| Saisons   | Équipe                     | Pays   |
| 2008-2011 | Anglet Côte Basque Basket  | France |
| 2011-2013 | Tarbes Gespe Bigorre       | France |
| 2013-2014 | Saint-Amand Hainaut Basket | France |
| 2014-2015 | Brive                      | France |
| 2015-2016 | Adour Dax Basket           | France |

## Palmarès

### Clubs
- Vainqueur du Challenge Round : 2013[5]
- Finaliste de la Coupe de France : 2015